# Cá ngừ đại dương
Cá ngừ đại dương (hay còn gọi là cá bò gù) là loại cá lớn thuộc họ Cá bạc má (Scombridae), chủ yếu thuộc chi Thunnus, sinh sống ở vùng biển ấm, cách bờ độ 185 km trở ra. Ở Việt Nam, Cá ngừ đại dương là tên địa phương để chỉ loại cá ngừ mắt to và cá ngừ vây vàng. Cá ngừ đại dương là loại hải sản đặc biệt thơm ngon, mắt rất bổ (cá ngừ mắt to), được chế biến thành nhiều loại món ăn ngon và tạo nguồn hàng xuất khẩu có giá trị.

## Phân loại

Kích cỡ các loại cá ngừ đại dương lớn nhất thu được

Có khoảng 48 loài cá ngừ đại dương, trong đó có 9 loài của chi Thunnus:
- Thunnus alalunga (Bonnaterre, 1788): Cá ngừ vây dài. 105 xentimét (41 in)
- Thunnus albacares (Bonnaterre, 1788): Cá ngừ vây vàng
- Thunnus atlanticus (Lesson, 1831): Cá ngừ vây đen
- Thunnus lineaus (Temminck & Schlegel, 1844).
- Thunnus karasicus (Lesson, 1831).
- Thunnus maccoyii (Castelnau, 1872).
- Thunnus obesus (Lowe, 1839). Cá ngừ mắt to
- Thunnus orientalis (Temminck & Schlegel, 1844): Cá ngừ vây xanh Thái Bình Dương
- Thunnus thynnus (Linnaeus, 1758): Cá ngừ vây xanh Đại Tây Dương
- Thunnus tonggol (Bleeker, 1851): Cá ngừ bò.

Một số loài nằm trong các chi khác trong họ Scombridae cũng được gọi là "cá ngừ đại dương":
- Allothunnus fallai (Serventy, 1948)
- Auxis rochei (Risso, 1810): Cá ngừ ồ
- Auxis tongolis (Bonnaterre, 1788).
- Auxis thazard (Lacepede, 1800): Cá ngừ chù
- Euthynnus affinis (Cantor, 1849): Cá ngừ chấm
- Euthynnus alletteratus (Rafinesque, 1810)
- Euthynnus lineatus (Kishinouye, 1920)
- Gymnosarda unicolor (Rüppell, 1836)
- Katsuwonus pelamis (Linnaeus, 1758): Cá ngừ vằn

## Khai thác
Nghề câu cá ngừ đại dương tại Việt Nam ra đời năm 1994, nhờ công sức phát hiện ra phương pháp câu của ngư dân Phú Yên. Sau đó nghề này dần lan rộng, trở thành thế mạnh của ngư dân duyên hải Nam Trung Bộ như Quảng Ngãi, Bình Định, Phú Yên, Khánh Hòa....Bình quân mỗi năm ngư dân Bình Định khai thác được 10.000 tấn cá ngừ đại dương (CNĐD), chiếm hơn 50% tổng sản lượng khai thác cả nước.
Ngoài ra cá Ngừ còn dùng làm cá hộp để xuất khẩu. Phế phụ phẩm của cá ngừ còn để chế biến thành bột cá ngừ để dùng trong thức ăn chăn nuôi.